# Somebody to Love (ER)
Somebody to Love is de derde aflevering van het dertiende seizoen van de televisieserie ER, die voor het eerst werd uitgezonden op 5 oktober 2006.

## Verhaal
Dr. Pratt is blij met zijn nieuwe aanstelling als arts op de SEH. Zijn vreugde wordt al snel getemperd als hij een aantal nieuwe studentes krijgt die hij moet onderwijzen. Hij raakt al snel in conflict met Gates. Deze weigert de patiëntendossiers bij te werken. Gates probeert de show te stelen door het leven te redden van een hartpatiënt. Later beseft hij dat de patiënt hersendood is en dat hij een verkeerde beslissing heeft genomen. 
Taggart ontdekt dat haar zoon Alex niet meer naar de psychiater gaat die zij geregeld heeft. Als zij hem hiermee confronteert, vertelt Alex haar dat hij gezien heeft hoe zij Steve in zijn slaap heeft gedood (zie Bloodline). 
Dr. Rasgotra ontmoet het nieuwe hoofd van chirurgie, dr. Dustin Crenshaw, en ontdekt al snel dat hij een persoonlijkheid heeft die sterk doet terugdenken aan dr. Romano. 
Dr. Weaver begint aan haar nieuwe functie van arts op de SEH. Haar collega’s hebben op het begin hiermee nog moeite. 
Dr. Gates woont samen met de weduwe van zijn overleden vriend. Zij hebben een platonische relatie maar af en toe duiken zij samen het bed in. 

## Rolverdeling

### Hoofdrollen
- Goran Višnjić - Dr. Luka Kovac
- Maura Tierney - Dr. Abby Lockhart
- Mekhi Phifer - Dr. Gregory Pratt
- Parminder Nagra - Dr. Neela Rasgrota
- John Stamos - Dr. Tony Gates
- Shane West - Dr. Ray Barnett
- Scott Grimes - Dr. Archie Morris
- Laura Innes - Dr. Kerry Weaver
- Leland Orser - Dr. Lucien Dubenko
- J.P. Manoux - Dr. Dustin Crenshaw
- Carissa Kosta - Dr. Jill Connelly
- Linda Cardellini - verpleegster Samantha Taggart
- Dominic Janes - Alex Taggart
- Laura Cerón - verpleegster Chuny Marquez
- Yvette Freeman - verpleegster Haleh Adams
- Montae Russell - ambulancemedewerker Dwight Zadro
- Louie Liberti - ambulancemedewerker Bardelli
- Paula Malcomson - Meg Riley
- Chloe Greenfield - Sarah Riley
- Busy Philipps - Hope Bobeck
- Glenn Plummer - Timmy Rawlins
- Charlayne Woodard - Angela Gilliam

### Gastrollen (selectie)
- John Mahoney - Bennett Cray
- Albert Hall - James Anderson
- John Lafayette - Harold Anderson
- Fay Hauser - Lorraine
- Ty Granderson Jones - Hector Rodriguez
- Sonya Eddy - Harriet
- Lorenzo Eduardo - Crazy Ernie
- Ethan Hova - Dr. Ken Maser